# Peperomia columella
Peperomia columella ist eine Pflanzenart der Gattung Peperomia aus der Familie der Pfeffergewächse (Piperaceae).

## Beschreibung
Peperomia columella wächst als terrestrischer, dicht verzweigter Halbstrauch und wird bis 20 Zentimeter hoch. Die aufsteigenden, stielrunden Triebe sind sukkulent und werden bis 1 Zentimeter im Durchmesser. Dicht an den Trieben sitzen die wechselständig angeordneten Blätter. Die Blattspreite ist unterhalb der Mitte schildförmig ausgebildet, längs gefaltet und bildet ein breit-linealisches Fenster. Das kahle, glatte Blatt ist 8 bis 12 Millimeter lang, 5 bis 8 Millimeter breit und bis zu 6 Millimeter hoch. Im Querschnitt ist es niedergedrückt verkehrt eiförmig und in der Seitenansicht eiförmig. Zur Spitze hin ist es spitz zulaufend, an der Basis ist es abgerundet. Der Blattrand ist mit Blasenzellen versehen. Der kurze Blütenstand besteht aus 2 bis 5 Zweigen mit sitzenden, dichtblütigen, 10 bis 18 Millimeter langen und bis 3 Millimeter im Durchmesser groß werdenden Ähren. Der Fruchtknoten ist verkehrt eiförmig und die Narbe sitzend. 

## Verbreitung
Peperomia columella wächst in Zentral-Peru.